# Strafstoß

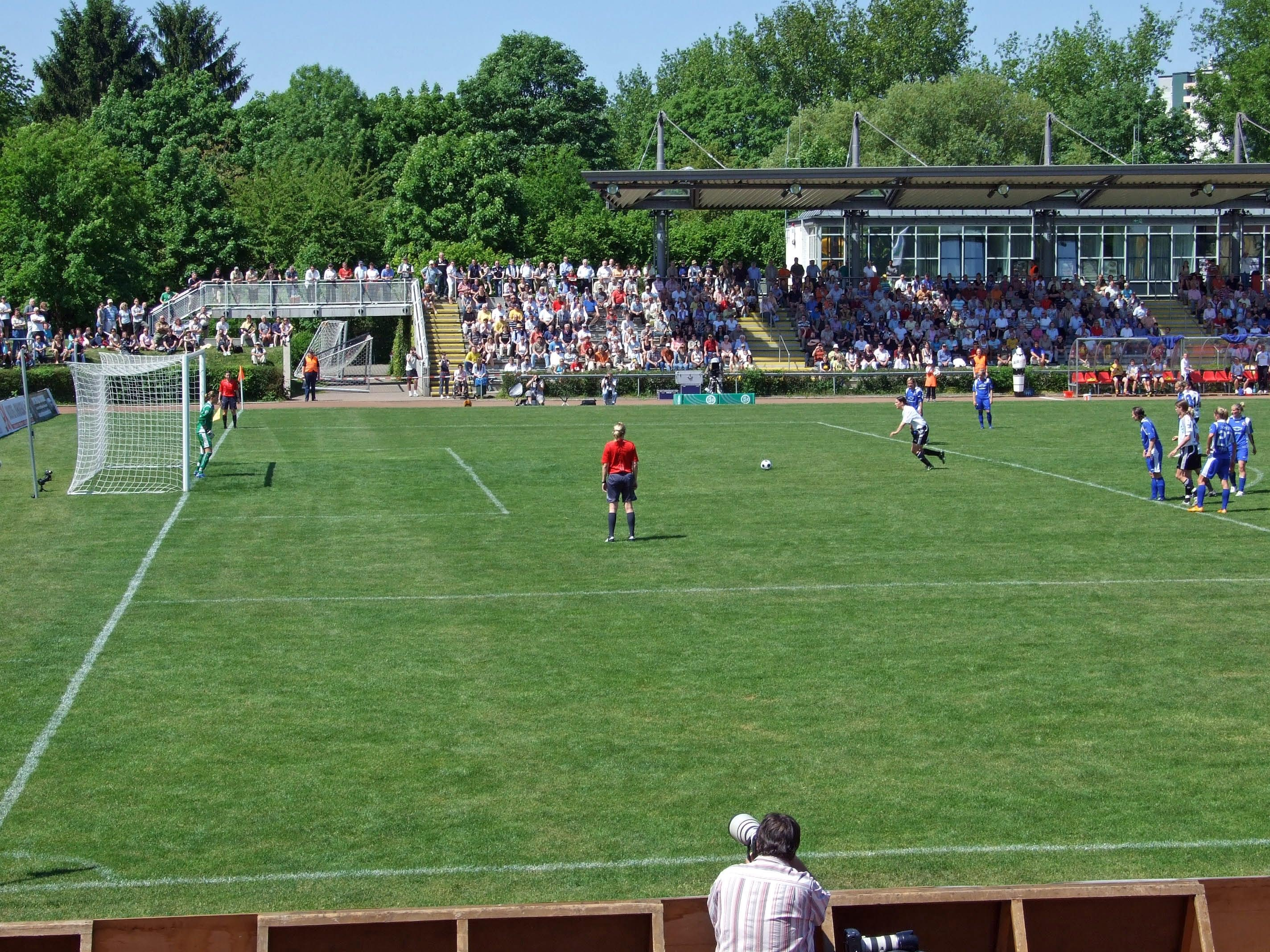
Birgit Prinz in der 73. Minute beim Strafstoß zum 4:0-Endstand im Bundesligaspiel Frankfurt – Potsdam, 12. Mai 2008

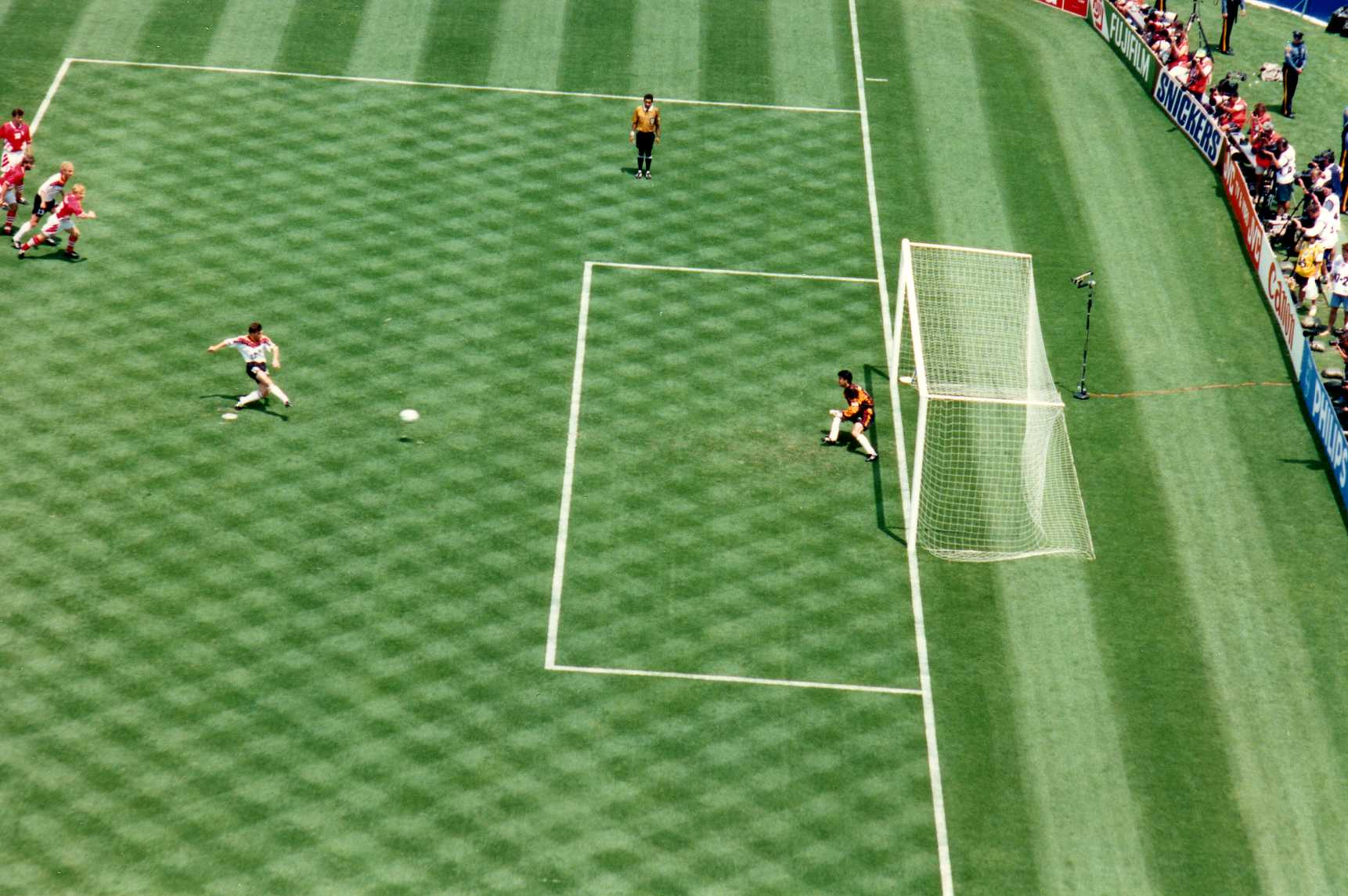
Lothar Matthäus verwandelt in der 47. Minute des WM-Viertelfinales 1994 gegen Bulgarien einen Strafstoß zur 1:0-Führung.

Der Strafstoß (engl., schweiz., auch österr. Penalty [ˈpɛnl̩tɪ] (anhörenⓘ), umgangssprachlich auch als Elfmeter oder Elfer bezeichnet) beim Fußball ist eine vom Schiedsrichter verhängte Spielstrafe, die anstatt eines direkten Freistoßes für die angreifende Mannschaft im Strafraum des Gegners verhängt wird. Vom im Spiel wegen eines Regelverstoßes verhängten Strafstoß ist das Elfmeterschießen im Rahmen des Verfahrens zur Ermittlung eines Siegers zu unterscheiden.

## Voraussetzungen und Konsequenzen
Auf Strafstoß ist zu entscheiden, wenn die verteidigende Mannschaft in ihrem Strafraum eine Regelübertretung begeht, die im restlichen Spielfeld mit einem direkten Freistoß zu ahnden wäre (meist ein Foul oder ein Handspiel). Dabei ist die reine Regelübertretung ausreichend, eine besondere Schwere im Sinne einer „Strafstoßwürdigkeit“ ist, anders als im Sportjournalismus gelegentlich zu hören, keine Voraussetzung. Nach den seit 1. Juni 2016 geltenden Regeln sind auch solche Vergehen mit einem Strafstoß zu ahnden, die der Spieler der verteidigenden Mannschaft hinter der Torlinie im Bereich des eigenen Strafraums begeht oder wenn dieser (auf dem Spielfeld oder abseits davon befindlich) einen Gegenstand auf einen im Strafraum befindlichen Gegner wirft. Zudem könnte ein Strafstoß auch durch einen ins Match eingreifenden Team-Offiziellen oder auf Dauer ausgeschlossenen Spieler der verteidigenden Mannschaft ausgelöst werden. Die Entscheidung auf Strafstoß ändert nichts daran, ob der Schiedsrichter zusätzlich eine persönliche Strafe (eine Verwarnung oder – insbesondere bei einer sogenannten Notbremse – einen Feldverweis) gegen den Spieler aussprechen muss, der das Vergehen begangen hat.
Ein Strafstoß führt häufig zu einem Tor und kann daher eine spielentscheidende Situation sein. Deshalb versuchen immer wieder Spieler der angreifenden Mannschaft eine Regelübertretung vorzutäuschen, indem sie sich beispielsweise im gegnerischen Strafraum fallen lassen („Schwalbe“). Ein solcher Versuch ist vom Schiedsrichter mit einem indirekten Freistoß für die verteidigende Mannschaft zu ahnden, zusätzlich ist der Spieler, der die Regelübertretung vorgetäuscht hat, zu verwarnen.

## Geschichte
Der Strafstoß wurde 1891 in Irland erfunden. Als Erfinder gilt der Leinenfabrikant und Sportsmann William McCrum, der als Torhüter von 1890 bis 1891 beim Milford Everton FC in der Irish Football League zwischen den Pfosten stand. Der Strafstoß war als Ausgleich gedacht, wenn der Gegner absichtlich ein Bein stellt oder tritt. Noch im gleichen Jahr schlug die irische FA vor, den Strafstoß allgemein einzuführen, was nach einigen Debatten auch geschah.
In Deutschland wurde der Strafstoß 1893 eingeführt. Zunächst gab es sowohl in England als auch in Deutschland keine Strafstoßmarke in Form eines Punktes, sondern eine Linie, die parallel zur Torlinie in einer Entfernung von 12 Yards (also fast genau 11 Meter, woher auch die übliche Bezeichnung stammt) zum Tor quer über das ganze Spielfeld verlief, diese hieß auch „Sühnelinie“. Von überall auf dieser Linie aus durfte beim Strafstoß geschossen werden. Der Torhüter durfte sich bis zu fünfeinhalb Meter von der Torlinie entfernen. Im Jahre 1902 wurde der Strafraum (oft als 16-Meter-Raum bezeichnet) eingeführt und die Sühnelinie durch den heutigen Elfmeterpunkt, der in 12 Yards Entfernung vor der Mitte des Tores liegt, ersetzt.
Seit 1906 darf der Torhüter die Torlinie beim Strafstoß nicht mehr verlassen. Er durfte sich jedoch bis zum Schuss auf der Torlinie bewegen, was 1929 abgeschafft wurde, jedoch seit 1997 wieder erlaubt ist.

## Ausführung
Der Strafstoß wird von einem Punkt fast genau 11 Meter (oder in der englischsprachigen Norm auch 12 Yards = 10,9728 m) von der Torlinie in Richtung Mittelpunkt durchgeführt. Im Gegensatz zum Freistoß, bei dem nur die Verteidiger den Abstand einzuhalten haben, müssen beim Strafstoß alle Spieler außer dem Schützen der angreifenden Mannschaft und dem Torwart der verteidigenden Mannschaft mindestens 9,15 m oder 10 Yards (9,144 m) vom Ball entfernt, außerhalb des Strafraumes sowie hinter der Strafstoßmarke (näher an der Mittellinie) auf dem Spielfeld sein. Der Raum, der weniger als 9,15 m von der Strafstoßmarke entfernt ist, aber nicht im Strafraum liegt, wird vom Teilkreis am Strafraum markiert.

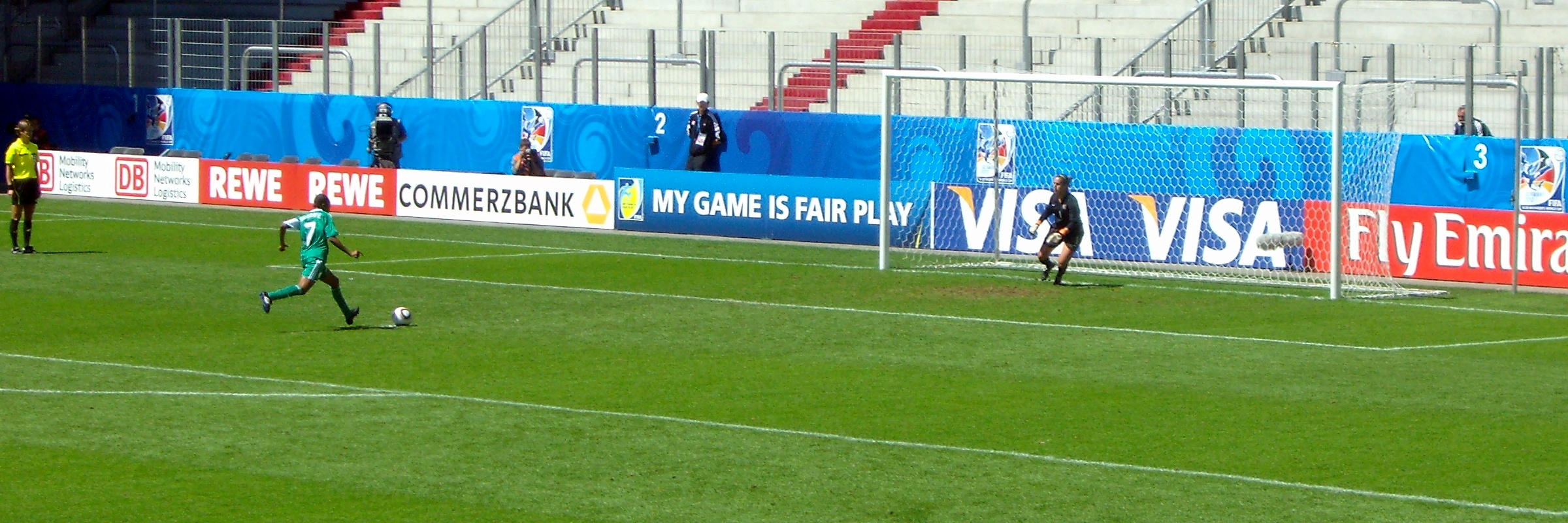
Torhüterin Bianca Henninger bewegte sich beim ersten und auch bei diesem zweiten Strafstoß-Versuch Esther Sundays im Elfmeterschießen des U-20-WM-Spiels USA – Nigeria, gemäß Beurteilung der Schiedsrichterin regelwidrig vor die Torlinie, so dass Sunday nach zwei vergebenen Chancen den dritten Strafstoß verwandeln konnte.

Ein Strafstoß darf nur ausgeführt werden, wenn bei der verteidigenden Mannschaft der Torwart im Tor steht und sein Gesicht und seinen Körper in Richtung Spielfeld gedreht hat. Der Torwart muss sich auf der Torlinie befinden, darf sich dort aber bewegen. Weigert sich der Torwart, in sein Tor zu gehen, sich auf die Torlinie zu stellen, oder stellt er sich mit dem Rücken oder der Seite zum Spielfeld, so ist er zu verwarnen. Bringt auch das keine Abhilfe, so ist der Spielführer einzuschalten und aufzufordern, für Abhilfe zu sorgen. Das kann durch Beeinflussung des Torwartes zu regelkonformem Verhalten oder durch den Wechsel des Torwartes (alternativ gegen einen Mitspieler oder, soweit das Wechselkontingent nicht ausgeschöpft ist, durch einen Auswechselspieler) erfolgen. Ist der Spielführer nicht dazu gewillt oder bleibt er in einer vom Schiedsrichter gesetzten Frist erfolglos, so hat der Schiedsrichter das Spiel abzubrechen.
Es muss klar bezeichnet werden, wer den Strafstoß tritt, wobei auch ein Schuss mit der Hacke (in Österreich als „Fersler“ bekannt) erlaubt ist. Außerdem muss der Ball (deutlich) in Bewegung gebracht werden. Eine Ausführung nach hinten ist nicht erlaubt (führt zu einem indirekten Freistoß gegen die ausführende Mannschaft), jedoch ist daraus abzuleiten, dass der Ball nicht nur nach vorne, sondern auch zur Seite geschossen werden darf. Führt ein Mitspieler aus, braucht die Wirkung des Strafstoßes nicht abgewartet zu werden, sondern es ist auf indirekten Freistoß zugunsten der verteidigenden Mannschaft zu entscheiden, zudem muss dem Mitspieler die gelbe Karte gezeigt werden. Die Ausführung muss vom Schiedsrichter mit einem Pfiff freigegeben werden. Erst nachdem der Ball mit dem Fuß nach vorne getreten wurde, ist er im Spiel. Nun darf der Torwart die Torlinie verlassen und alle Spieler in den vorher gesperrten Bereich eindringen. Sie können, falls der Ball nicht ins Tor oder Aus geht, in der Folge direkt ins Spiel eingreifen. So darf der Strafstoßschütze beispielsweise einem Mannschaftskameraden den Ball auflegen (indirekte Ausführung). Der Schütze selbst darf den Ball erst dann wieder spielen, wenn nach seinem Schuss mindestens ein anderer Spieler den Ball berührt hat. Das bedeutet, dass der Strafstoßschütze den Nachschuss ausführen kann, wenn der Strafstoß vom Torwart abgewehrt wurde, nicht aber, wenn der Ball vom Pfosten oder der Latte zu ihm zurückspringt. Berührt der Schütze trotzdem ein zweites Mal hintereinander den Ball, gibt es an der Stelle, an der der Ball berührt wurde, indirekten Freistoß für die andere Mannschaft.
Der Strafstoß ist die einzige Spielfortsetzung, für die die Spielzeit zwangsläufig verlängert werden muss, wenn diese nach dem ursächlichen Regelverstoß und vor der Ausführung bereits abgelaufen ist. In diesem Fall muss das Spiel verlängert werden, bis die Wirkung eingetreten ist. Die Wirkung des Schusses ist eingetreten, wenn der Ball im Tor ist, das Spielfeld verlassen hat oder sicher ist, dass er ohne Aktion des Schützen oder eines anderen am Strafstoß unbeteiligten Spielers nicht mehr in das Tor gelangen wird. Eine Ballberührung ohne sichere Ballkontrolle des Torwarts sowie des Pfostens oder der Latte beendet die Wirkung dementsprechend noch nicht. Die Regeln führen dazu aus, dass „sich der Ball nicht mehr bewegen darf“. Ist die Wirkung des Schusses eingetreten, hat der Schiedsrichter das Spiel bzw. die Halbzeit sofort zu beenden, wenn die Spielzeit zur Strafstoßausführung verlängert wurde. Der Schiedsrichter soll die Beteiligten in diesem Fall auf den Umstand hinweisen, dass ein Nachschuss nicht mehr möglich sein wird.
Das Regelwerk gestattet ausdrücklich Finten bei der Ausführung des Strafstoßes, einschließlich Verzögerung und Unterbrechung des Anlaufes. Ab dem Moment, in welchem der Schütze schussbereit ist (ein Fuß befindet sich neben dem Ball), ist eine (erneute) Unterbrechung der Ausführung aber nicht mehr erlaubt und stellt eine unsportliche Täuschung dar. Gegenüber der bisherigen Regel, dass der Schiedsrichter die Ausführung des Strafstoßes zuzulassen und die Wirkung abzuwarten hat (wurde ein Tor erzielt, hatte auf Wiederholung entschieden werden, im anderen Fall das Spiel mit einem indirekten Freistoß dort fortgesetzt werden müssen, wo sich der Regelverstoß ereignet hat), braucht auch hier die Wirkung nicht mehr abgewartet zu werden. Es ist sofort auf indirekten Freistoß zu entscheiden, der Schütze ist wegen seines Verhaltens zu verwarnen.
Wenn ein Spieler der angreifenden Mannschaft vor dem Schuss den Strafraum oder den Teilkreis davor betritt, ergeben sich ähnliche Folgen: Geht der Ball ins Tor, ist der Elfmeter zu wiederholen, in allen anderen Fällen ist ein indirekter Freistoß gegen die Mannschaft zu verhängen, die den Strafstoß zugesprochen erhielt. Eine gelbe Karte gegen einen zu früh den Strafraum oder Teilkreis betretenden Mitspieler des Schützen ist nicht zwingend vorgeschrieben.
Sollte ein Spieler der verteidigenden Mannschaft auf gleiche Weise zu früh den Strafraum oder den Teilkreis betreten, ist der Strafstoß, wenn er nicht zum Tor führte, zu wiederholen. Bei einem Treffer ist das Tor anzuerkennen und mit Anstoß fortzufahren. Sollte ein Vergehen beider Mannschaften bestehen, so ist in der Regel auf Wiederholung zu entscheiden. Dagegen ist nach den seit 1. Juni 2016 geltenden Regeln in dem Fall, wenn ein Spieler der verteidigenden Mannschaft zu früh den Strafraum betritt und gleichzeitig der Schütze den Torwart in unsportlicher Weise täuscht, nur der Verstoß des Schützen zu ahnden (gelbe Karte, indirekter Freistoß), da dies der schwererwiegende Verstoß ist.
Wenn der Tormann nach Freigabe des Balles, bevor dieser aber (deutlich) ins Spiel gebracht wurde, sich bereits nach vorne bewegt, ist die Wirkung abzuwarten. Wird kein Treffer erzielt, muss der Strafstoß wiederholt werden. Zwingend vorgeschrieben ist eine gelbe Karte, weil „der Tormann durch seine Unsportlichkeit die Wiederholung provoziert hat“.
Sollte der Schiedsrichter eine Wiederholung angeordnet haben, darf auch ein anderer (wiederum vorher klar zu bezeichnender) Spieler zur Ausführung antreten. Lediglich bei Elfmeterschießen (Schießen von der Strafraummarke) ist dies nur möglich, wenn der zuvor angetretene Schütze wegen Verletzung oder Ausschluss nicht mehr schießen kann.
Beim Hallenfußball und auf Kleinfeldern wird die Distanz Strafstoßmarke–Tor regelmäßig verkürzt.

## Elfmeterschießen
In Spielen, die zwingend einen Sieger benötigen, ist das Elfmeterschießen eine der möglichen Varianten zur Ermittlung eines Siegers. Die Ausführung der Schüsse erfolgt dabei wie im vorherigen Absatz beschrieben, allerdings ist ein Nachschuss nicht möglich. Die Schützen – zunächst fünf je Mannschaft – sind im Vorfeld festzulegen. Das Elfmeterschießen ist beendet, wenn eine Mannschaft (bezogen auf fünf je Mannschaft auszuführende Schüsse) uneinholbar in Führung liegt. Ist nach den ersten fünf Schüssen je Mannschaft noch keine Entscheidung gefallen, so wird je Mannschaft ein weiterer Schuss ausgeführt, bis eine Entscheidung gefallen ist. Dabei darf ein Spieler erst dann wieder zum Schuss antreten, wenn alle anderen Spieler seiner Mannschaft, einschließlich des Torwartes, die zum Endzeitpunkt des Spieles am Spiel beteiligt waren, ebenfalls geschossen haben.

## Mathematik und Statistik

### Geometrische Bestimmung der Strafstoßmarke

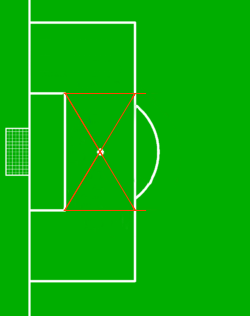
Geometrische Bestimmung des Strafstoßpunktes

Wenn der Torraum parallel zur Seitenlinie verlängert wird, schneidet diese Linie die Strafraumgrenze. Von diesem Schnittpunkt aus zieht man diagonal eine Linie zur anderen Ecke des Torraumes. Wenn diese Konstruktion von beiden Seiten her ausgeführt wird, erhält man als Schnittpunkt dieser beiden Diagonallinien genau die Strafstoßmarke. Dabei ist zu berücksichtigen, dass der Abstand der Begrenzungslinien zur Torlinie beim Torraum 5,5 Meter und beim Strafraum 16,5 Meter beträgt (siehe Spielfeld-Maße).
Diese Technik wird zur Kontrolle der Strafstoßmarke von Schiedsrichtern angewendet.
Auf diese Weise hat der Schweizer Schiedsrichter Martin Salm im August 2006 im Stade de Suisse festgestellt, dass der Elfmeterpunkt auf dem Kunstrasen bei 10 statt 11 Metern markiert war. Das war zuvor von mehreren Super-League-Schiedsrichtern nicht bemerkt worden.

### Statistik
In 75 bis 80 Prozent der Fälle trifft der Schütze. Bei den Weltmeisterschaften liegt die Quote bei über 80 Prozent. 90 Prozent der Spieler schießen in eine der Ecken.
Bei einer Torgröße von 7,32 m × 2,44 m müsste der Torhüter 18 m² abdecken. Nach Messungen ist der Ball bis zu 100 km/h schnell. Für die 11 Meter bis zur Tormitte braucht er nur 0,4 Sekunden, für die 11,59 Meter bis zu den Torenden entsprechend 0,42 Sekunden. Mathematiker der Universität Erlangen-Nürnberg haben ausgerechnet, dass der Torhüter mit der Geschwindigkeit eines 100-Meter-Läufers in die Ecke fliegen müsste, um den Ball noch zu erreichen. Viele Torhüter springen daher ab, bevor der Ball den Fuß des Schützen verlässt. Wenn der Schütze das ausnutzt, und den Schuss im richtigen Moment verzögert, kann er den Ball in die freie Ecke schießen und trifft laut dem Kasseler Sportwissenschaftler Armin Kibele zu fast 100 Prozent.
Einigen Torwarten gelingt es, überdurchschnittlich viele Strafstöße zu halten. Sie verfügen über die Fähigkeit, zumindest bei einigen Spielern zu erkennen, wohin diese schießen werden, um dann in der richtigen Ecke einen nicht ganz platzierten Ball abzuwehren. Einige Torhüter analysieren außerdem das Verhalten der Schützen in vorherigen Spielen und können sich dadurch mit erhöhter Wahrscheinlichkeit auf deren bevorzugte Ecke und Schusstechnik einstellen. Große Medienaufmerksamkeit erhielt ein Zettel, der Jens Lehmann im Elfmeterschießen gegen Argentinien bei der Weltmeisterschaft 2006 zugesteckt wurde, auf dem das wahrscheinliche Schussverhalten der argentinischen Spieler notiert war. Lehmann hielt zwei der vier Schüsse.

## Sonstiges
Über einen längeren Zeitraum wurde in verschiedenen Medien behauptet, dass auf den Färöern eine offizielle Sonderregelung gelte, dass der Ball von einem Spieler auf dem Elfmeterpunkt festgehalten werden darf, da er anderenfalls bei den oft herrschenden starken Winden vor dem Schuss wegwehen könnte. Eine Recherche des Onlineportals blick.ch ergab allerdings, dass sowohl das IFAB als auch der färöische Fußballverband die Existenz einer solchen Regelung verneinten.